# André-Daniel Laffon de Ladebat
Pour les articles homonymes, voir Laffon de Ladebat.
André-Daniel Laffon de Ladebat, dit Laffon-Ladébat, né le 30 novembre 1746 à Bordeaux et mort le 14 octobre 1829 à Paris, est un financier, armateur, homme politique, abolitionniste et philanthrope français.

## Biographie

### Origines et activités

Armes de la famille Laffon de Ladebat.

Fils du riche banquier et armateur négrier bordelais Jacques-Alexandre Laffon de Ladebat, il revient en France en 1763, à la fin de ses études dans les Provinces-Unies à l'université de Franeker et après un séjour en Angleterre.
Après s’être initié aux affaires d’armement naval de son père, il se consacre avec sa femme, née Julie de Bacalan, principalement au développement du domaine de Bellevue à Mérignac et Pessac, ferme expérimentale de son père pour le défrichement et la mise en culture des landes de Bordeaux. Parallèlement, il participe activement aux travaux du musée de Bordeaux, de l’Académie royale des Sciences, Belles-Lettres et Arts de Bordeaux, ainsi que de l'Académie de peinture, de sculpture et d'architecture civile et navale de Bordeaux qu'il va présider ; il est également correspondant régnicole à Bordeaux de la Société royale d'agriculture de Paris.

### Abolitionniste bien que fils de négrier

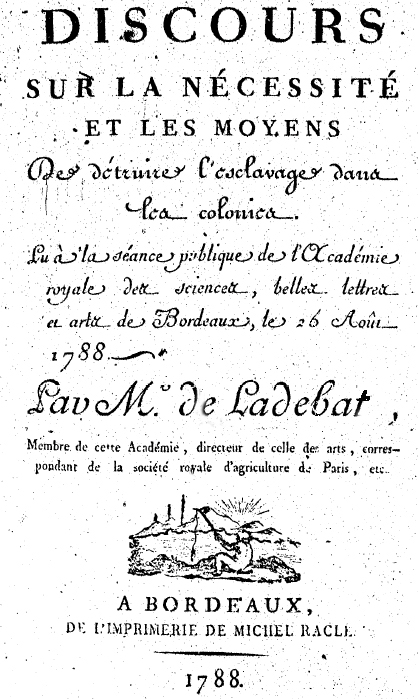
Discours sur la nécessité et les moyens de détruire l'esclavage dans les colonies, 25 août 1788.

Il se distingue par plusieurs communications sur les finances et l’économie politique. En particulier, le 26 août 1788, il est remarqué par son célèbre Discours sur la nécessité et les moyens de détruire l'esclavage dans les colonies à l’Académie Royale des Sciences, Belles-Lettres et Arts de Bordeaux, où il se présente comme « le fils d'un marchand de nègres »,  qui sera publié et lu quelques années plus tard en séance à l'Assemblée législative et sera exploité par la Société des amis des Noirs à laquelle il sera associé. Cette position est d'autant plus remarquable que son père était le deuxième plus grand armateur négrier du port de Bordeaux. 
Toutefois, en 1826, dans le cadre de l'indemnisation des anciens propriétaires français par la République d'Haïti, et en tant qu'héritier de son père, planteur esclavagiste de Saint-Domingue, André-Daniel et son frère Philippe-Auguste touchent chacun la somme de 83 599 Francs or, en dédommagement de la perte des plantations et esclaves à la suite de la Révolution haïtienne. 

### Engagement politique
Jusqu'en 1789 André-Daniel Laffon de Ladebat s'occupe de la gestion de la ferme expérimentale paternelle à Mérignac et Pessac, tout en participant à différentes académies bordelaises. En mai 1789, il est désigné par le Tiers état, bien que noble, aux États généraux ; comme il refuse de se démettre pour représenter la noblesse de son département, son élection est invalidée. Malgré cela, en tant que « Commissaire-député par les citoyens de la Guyenne », le 13 août 1789 il dédie à l'Assemblée Nationale son Discours sur la nécessité et les moyens de détruire l'esclavage dans les colonies et soumet son projet de Déclaration des droits de l'homme, en 58 articles, précédé d'un avertissement dans lequel il déclare : « J'ai essayé de tracer ces principes sacrés d'après ma conscience seule ».
Il retourne à Bordeaux après les journées des 5 et 6 octobre 1789. Membre du directoire exécutif de la Gironde en 1790, il est élu député de ce département à l’Assemblée législative où il rejoint le parti modéré des Feuillants ; il préside le Comité des finances et prend la présidence de l’Assemblée en juin 1792. Lors de la Journée du 10 août 1792 où le peuple de Paris prend d’assaut le palais des Tuileries où se trouve Louis XVI, il prend la défense du roi et de sa famille, ce qui lui vaut d’être arrêté et emprisonné aux Carmes en décembre suivant.
Relâché dès le début de la Convention, il est de nouveau emprisonné sous la Terreur ; il échappe de justesse au tribunal révolutionnaire car on a besoin de son crédit pour assurer le financement des subsistances. Nommé administrateur de la Caisse d'escompte du commerce, ancêtre de la Banque de France, il est associé puis liquidateur de la Banque territoriale.

#### Président du Conseil des Anciens du Directoire
Élu député au Conseil des Anciens par les assemblées électorales de Paris et de Bordeaux, il siège avec les républicains modérés qui, avec les monarchistes constitutionnels et les royalistes vont bientôt constituer la majorité des deux assemblées opposées aux Directeurs. Un personnage comme lui représente un réel danger pour les hommes en place « compromis, ou corrompus ou pourris » selon Carnot, et ayant de gros besoins financiers. Son honnêteté personnelle, son côté rigoriste et austère protestant en faisaient ainsi un sérieux rival pour les hommes du Directoire. Homme honorable au sens où il n’a pas accumulé de fortune, où il n’a pas choisi la politique pour faire carrière ou s’enrichir, connu de surcroît comme bon père de famille et bon mari et menant une vie fort discrète, il dénonce sans trêve avec Boissy d’Anglas, autre protestant, la licence et la gabegie financière. Il préside cette assemblée du 18 août 1797 au 4 septembre 1797.

#### Déportation politique en Guyane

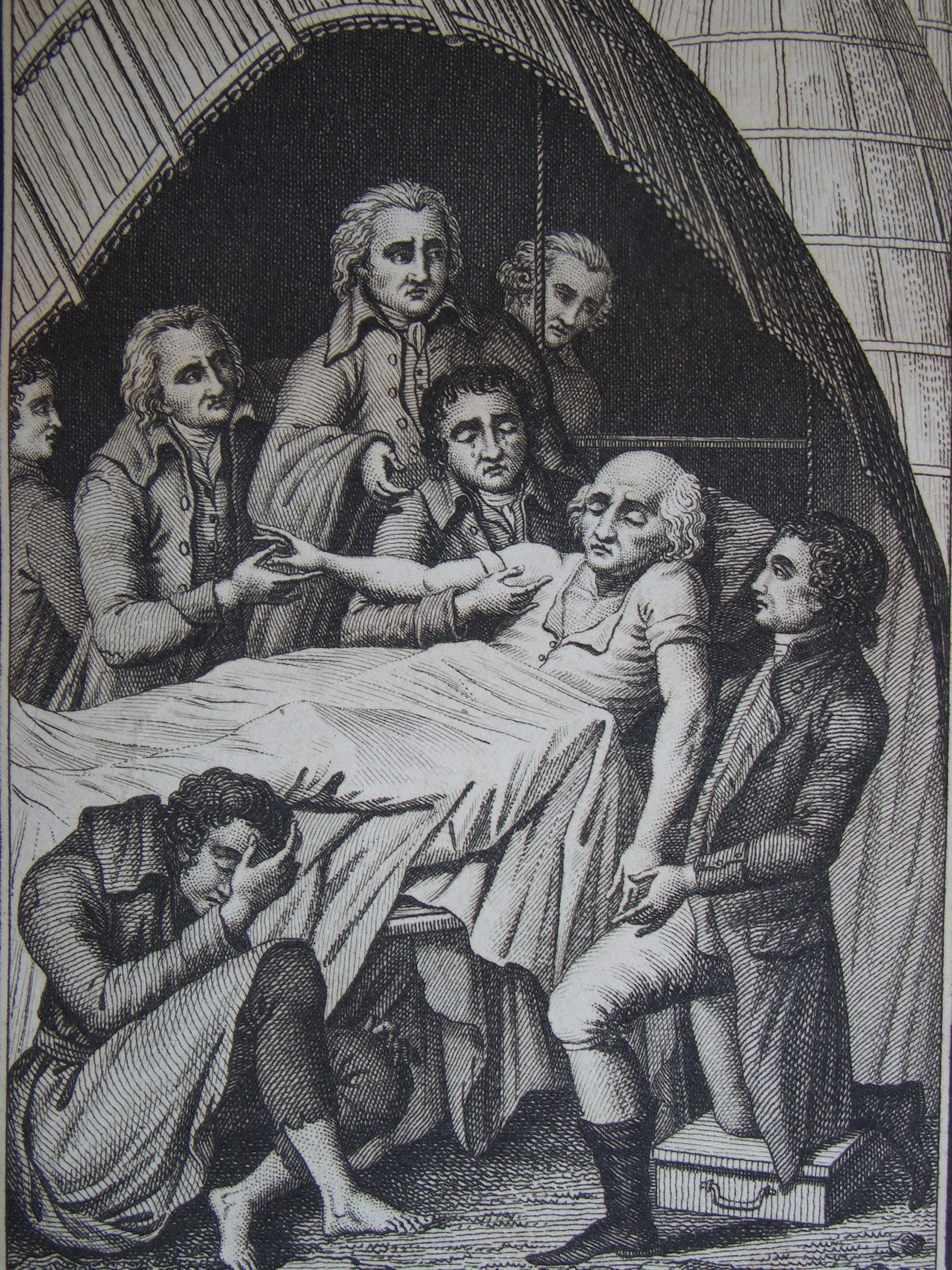
La maladie et la mort d'un déporté de fructidor à Sinnamary en 1798.

Président du Conseil des Anciens au moment du coup d'État du 18 fructidor an V (4 septembre 1797) organisé par trois des Directeurs (Barras, La Réveillière et Rewbell), il est emprisonné à la prison du Temple avec quinze autres députés modérés ou royalistes (dont le général Pichegru). Il est déporté sans jugement à la Guyane. Le voyage par terre de Paris à Rochefort en cages de fer, puis par mer vers Cayenne dans les cales de la corvette la Vaillante, dans des conditions particulièrement inhumaines, dure plus de deux mois. Il est ensuite parqué sur cette terre à la réputation funeste gérée par Étienne Burnel. L'adjoint de celui-ci, Malenfant, l'inquiète. Il le soupçonne de fomenter des intrigues qui nuisent à la sécurité. André-Daniel Laffon de Ladebat reste plus de deux ans dans les marais insalubres et les savanes désertes et inhospitalières de Sinnamary, dont un déporté sur deux n'est jamais revenu. Il échappe de justesse à la mort, comme son ami François Barbé-Marbois, futur ministre.

#### Retour en France
Il revient en France en février 1800, gracié par le Premier Consul Napoléon. Dès son retour, il est sollicité par plusieurs départements pour les représenter au Sénat, mais il reste suspect au Premier Consul qui lui reproche d’avoir dénoncé ses exactions en Italie et demandé peu de temps avant Fructidor sa destitution. Il raye son nom de toutes les listes. Laffon de Ladebat est donc le seul des déportés de Fructidor à devoir s’éloigner de la politique pour revenir au commerce et à la vie privée tout en s’engageant dans d’autres formes d’utilité sociale.
« Dans la monarchie arbitraire, l’anarchie jacobine, la confusion directoriale et le despotisme militaire je n’ai vu que le mépris du peuple » écrit-il pour expliquer son abstention désormais de tout engagement politique. Tout en prenant la direction de la Banque territoriale ainsi que la responsabilité de la liquidation définitive de la Caisse d’escompte qui lui sont confiées pour sa compétence financière reconnue, il s’efforce de remédier aux dommages que la déportation a causé à ses affaires. Il lui faut récupérer les restes de ses biens dispersés ou confisqués et, notamment, obtenir des dédommagements pour la réquisition aux Indes de l’un des vaisseaux de l’armement familial, Le Sartine.
Pendant la Restauration il ne rencontre pas davantage la faveur des Bourbons, que d’ailleurs il ne recherche pas[réf. nécessaire].

### Activités philanthropiques
Il contribue alors à la création et au développement de Caisses d’épargne puis d’institutions philanthropiques. Administrateur de l’Institution des jeunes aveugles (Valentin Haüy) et de l'Institution des sourds-muets (abbés de L'Epée et Sicard), il s'implique dans les recherches sur les moyens de communication pour ces handicaps. En 1825, on le retrouve président de la Société protestante de prévoyance et de secours mutuels et, en tant que membre de la Société de la morale chrétienne il se trouve en 1821 au nombre des fondateurs avec Auguste de Staël et Charles de Rémusat du « Comité pour l’abolition de la traite des noirs et de l’esclavage ».
La même année, après un séjour en Angleterre où il étudie les nouveaux systèmes d’organisation industrielle et communautaires mis en place par Robert Owen à New Lanark, il traduit en français et préface un ouvrage de Henry Grey Macnab qui relate et analyse ces expériences pionnières destinées au « Soulagement et l’emploi le plus utile des classes ouvrières et des pauvres, et pour l’éducation de leurs enfants » Enfin peu de temps avant sa mort, survenue le 14 octobre 1829 il rassemble les notes qu’il a prises au cours de sa déportation à Sinnamary (Journal de déportation en Guyane  (publié à titre posthume en 1912) et État de la Guyane française et observations sur cette colonie (jamais publié, resté à l'état de manuscrit).

### Décès

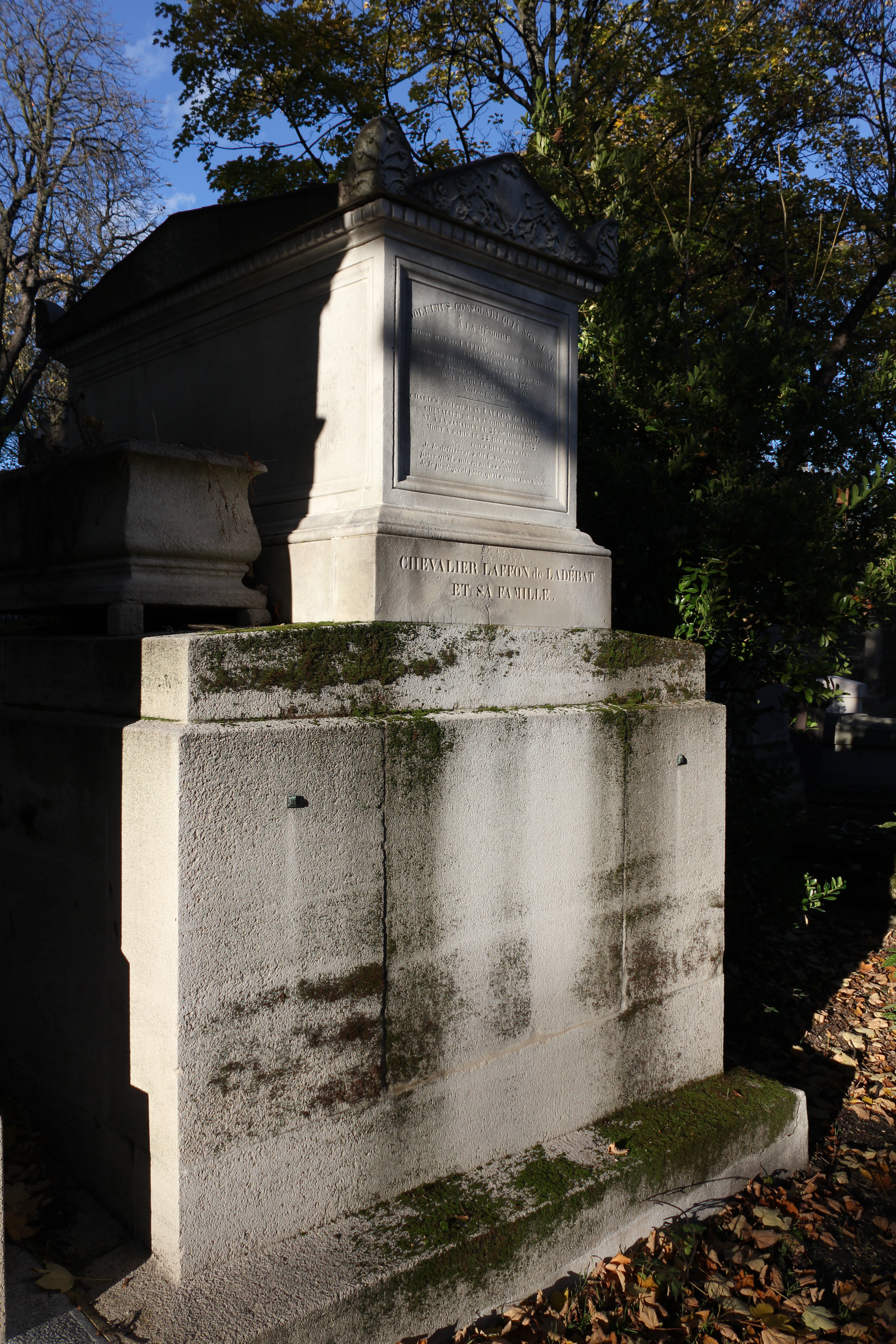
Tombe au cimetière du Père-Lachaise.

Mort à Paris le 14 octobre 1829, à l'âge de près de 83 ans, André-Daniel Laffon de Ladebat a son éloge funèbre rédigé par Guizot au Père-Lachaise où il repose à côté de son épouse et de certains de ses enfants (division 39). La ville de Bordeaux offrit à sa famille une médaille portant sur la face son profil et au revers l'inscription : « Au Député honoré deux fois des suffrages de ses concitoyens, qui défendit avec courage les lois et les libertés, proscrit le 18 fructidor an V, homme de bien qui consacra sa vie à l'utilité publique, aux progrès de la religion, de la morale et des lumières ».

## Publications
- Réponse au maire de l'Orient, ou Défense d'un mémoire adressé au Gouvernement par les directeurs de la Chambre du commerce de Guienne, sur les avantages d'une liberté absolue pour le commerce de l'Inde, 1776 (lire en ligne).
- Discours sur l'amour de l'utilité publique - 1776
- 1788 - André-Daniel Laffon de Ladebat, Académie des sciences, belles-lettres et arts de Bordeaux, Discours sur la nécessité et les moyens de détruire l'esclavage dans les colonies : lu à la séance publique de l'Académie royale des sciences, belles lettres et arts de Bordeaux, le 25 août 1788 (œuvre littéraire), Bordeaux, 25 août 1788, [lire en ligne].
- Observations lues à MM. les représentants du Tiers-État de la ville de Bordeaux - 1788
- « Observations soumises à la discussion publique sur les élections, par M. DE LADEBAT », sur selene.bordeaux.fr, 6 mars 1789
- Jean-Gilles Gobemouche, « Lettre à M. de Lafon de Ladebat », sur selene.bordeaux.fr, 1789
- Journal de ma déportation à la Guyane française[15] sur lire en ligne sur Gallica ; sur Manioc.org ; sur archive.org
- Observations sur le crédit territorial[16] - 1802
- Compte-rendu des opérations de la Caisse d'escompte, depuis son origine (24 mars 1776) jusqu'à sa suppression (24 août 1793) et de sa liquidation depuis l'époque de sa suppression - 1807
- Conseil d’État. Section des Finances. Précis pour M. Laffon-Ladébat - 1813
- Recueil des définitions et réponses les plus remarquables de Massieu et Clerc, sourds-muets, aux diverses questions qui leur ont été faites dans les séances publiques de M. l'abbé Sicard à Londres - 1815
- Des Finances de la France, ou des Budgets de 1816 et des années suivantes - 1816
- État de la Guyane française et observations sur cette colonie (manuscrit)
- Traduction de l'anglais de l'Examen impartial des nouvelles vues de Robert Owen (Henry Grey Macnab) - 1821
- Éloge de John Owen, l'un des secrétaires et des fondateurs de la Société biblique britannique et étrangère, fait au nom du Comité de la Société biblique protestante à Paris - 1823
- Exposé d'un moyen simple de réduire le taux de l'intérêt des fonds publics de France - 1825

### États généraux de 1789
- Discours adressé par M. de Ladebat à MM. de l'ordre de la noblesse de la sénéchaussée de Guyenne (7 avril 1789).
- Mémoire qu'a l'honneur de présenter à l'Assemblée Nationale la Noblesse de Guyenne qui a protesté le 7 avril contre les pouvoirs impératifs
- Déclaration des Droits de l'Homme (13 août 1789)
- Observations soumises à la discussion publique sur les élections

### Assemblée nationale législative

#### 1791
- Discours et projet de décret, sur les caisses patriotiques ou d'échange (Séance du 26 mars 1791)
- Rapport fait au Directoire du département de la Gironde sur les contributions décrétées par l'Assemblée nationale pour l'année 1791
- Opinion et projet de décret sur les émigrants
- Rapport fait à l'Assemblée Nationale, sur le travail du Comité des dépenses publiques
- Opinion de M. Laffon-Ladebat sur l'émission d'assignats au-dessous de cinq livres (Séance du 12 décembre 1791)
- Projet de décret pour l'achèvement du Panthéon français, présenté à l'Assemblée nationale, au nom du comité de l'ordinaire des finances (Séance du 24 décembre 1791)

#### 1792
- Du Mode d'élections le plus convenable à un peuple libre
- Rapport du Comité de l'ordinaire des finances, sur une motion faite relativement aux payeurs-généraux des départements, et sur quelques pétitions relatives à leurs cautionnements, à ceux des receveurs des districts, et aux traitements de ces receveurs (Comité de l'ordinaire des finances, séance du 10 février 1792)
- Rapport et projet de décret sur des souscriptions faites par le Roi, pour des entreprises littéraires (Comité de l'ordinaire des finances, séance du 26 février 1792)
- Rapport sur l'état général des dépenses et des moyens pour l'année 1792, présenté, au nom du comité des finances (Comité de l'ordinaire des finances, séance du 7 mars 1792)
- Rapport sur les moyens d'encourager les manufactures de poudres et salpêtres de France (Comité de l'ordinaire des finances, séance du 7 mai 1792)
- Opinion sur le remboursement de la dette publique (Comité de l'ordinaire des finances, séance du 14 mai 1792)
- Rapport sur le service des étapes et convois militaires (Comité de l'ordinaire des finances, séance du 25 juin 1792)
- Rapport fait par Laffon-Ladebat sur la distribution de la monnaie de cuivre et de métal de cloche, entre le trésor public et les départements (Comité de l'ordinaire des finances, séance du 20 juin 1792)
- Opinions de Laffon-Ladebat sur le projet de déclarer que la patrie est en danger, et sur la suspension du maire et du procureur de la commune de Paris (Séance du 13 juillet 1792)
- Rapport sur divers marchés passés pour l'approvisionnement des places de Hunningue, Fort-Louis & Neuf-Brisach

### Conseil des Anciens

#### 1796
- Second rapport fait au Conseil des Anciens par Laffon-Ladebat, au nom de la commission formée le 6 frimaire an IV
- Deuxième rapport sur la contribution foncière fait par Laffon-Ladebat, au nom de la commission nommée pour l'examen des résolutions des 1er floréal et 4 prairial
- Rapport fait au Conseil des Anciens, au nom de la commission nommée pour l'examen de la résolution du Conseil des Cinq-Cents relative aux retraites des lettres de change tirées de France sur l'étranger (Séance du 29 nivôse an IV)
- Rapport fait au Conseil des Anciens par Laffon-Ladebat au nom de la commission nommée pour l'examen de la résolution du Conseil des Cinq-Cents, du 18 pluviôse relative à la contribution foncière (Séance du 10 ventôse an IV)
- Opinion de Laffon-Ladebat sur la résolution du Conseil des Cinq-Cents, relative au paiement du dernier quart du prix des biens nationaux vendus ou soumissionnés dans les formes décrétées par la loi du 28 ventôse (Séance du 12 thermidor an IV)
- Rapport fait par Laffon-Ladebat, au nom de la commission nommée pour l'examen d'une résolution relative aux eaux-de-vie de genièvre, tabacs fabriqués, marchandises de verres et sels qui se trouvent dans les entrepôts de la Belgique (Séance du 1er floréal an IV)
- Rapport fait au Conseil des anciens au nom de la commission nommée pour l'examen de la résolution du Conseil des Cinq-Cents relative aux retraites des lettres de change tirées de France sur l'étranger (Séance du 29 nivôse an IV)
- Rapport fait par Laffon-Ladebat, au nom de la commission nommée par le Conseil dans sa séance du 14 fructidor pour l'examen d'une résolution du Conseil des Cinq-Cents du 13 fructidor relative aux fonds à mettre à la disposition du ministre de la marine (Séance du 16 fructidor an IV)
- Rapport fait par Laffon-Ladebat, au nom de la commission chargée d'examiner le message du Directoire exécutif sur la situation des finances de la République, adressé au Conseil, en exécution de l'article 160 de l'acte constitutionnel (Séance du 27 vendémiaire an V)
- Opinion de Laffon-Ladebat membre de la commission nommée pour l'examen de la résolution du Conseil des Cinq-Cents, relative aux marchandises anglaises (Séance du 10 brumaire an V)
- Opinion de Laffon-Ladebat sur les monnaies (Séance du 15 frimaire an V)

#### 1797
- Opinion de Laffon-Ladebat sur les obligations entre particuliers (Séance du 28 nivôse an V)
- Opinion de Laffon-Ladebat sur la résolution du Conseil des Cinq-Cents, relative à la déclaration exigée des électeurs pour l'an V (Séance du 30 ventôse an V)
- Rapport fait par Laffon-Ladebat, au nom de la commission chargée de l'examen de la résolution du 13 germinal, relative aux dépenses des bureaux des établissements publics (Séance du 19 germinal an V)